# Culicoides tatebeae
Culicoides tatebeae är en tvåvingeart som beskrevs av Kitaoka 1991. Culicoides tatebeae ingår i släktet Culicoides och familjen svidknott. Inga underarter finns listade i Catalogue of Life.